# Estádio Marcolino de Castro
Das Estádio Marcolino de Castro ist ein Fußballstadion in der portugiesischen Stadt Santa Maria da Feira. Es wurde 1962 errichtet und ist Heimspielstätte des Fußballvereins CD Feirense. Das Fassungsvermögen liegt derzeit bei 4667 Besuchern auf Sitzplätzen. Der Eigentümer ist die Câmara Municipal von Santa Maria da Feira.

## Geschichte
Nach dem erstmaligen Aufstieg von CD Feirense in die Primeira Divisão im Jahr 1962 stifteten Marcolino de Castro und seine Gattin D. Maria de Sá Castro ein Stück Land, damit darauf ein neues Stadion errichtet werden konnte. Die Arbeiten dauerten 58 Tage, die Kosten beliefen sich auf 600 Escudos. 
Die Eröffnung fand am 16. September 1962 mit zwei Spielen statt: der SC Espinho siegte gegen Sanjoanense mit 3:1, der heimische CD Feirense spielte gegen den SC Beira-Mar 0:0.